# サンベルナルジノ海峡
サンベルナルジノ海峡（サンベルナルジノかいきょう、San Bernardino Strait）は、フィリピンのルソン島南端部とその南東方のサマール島との間を隔てる海峡。北緯12度35分15秒 東経124度11分48秒に位置する。付近には大小の島々の他浅瀬、暗礁などがある。
海峡の東側から潮流が8ノットで流れ込む航行の難所とされる。

## 太平洋戦争時のエピソード
太平洋戦争中に通峡（つうきょう）した日本の艦船は数多い。
有名なのは1944年、レイテ沖海戦中の10月24日深夜半に行われた栗田艦隊の通峡である。視界の効かない夜に軽巡洋艦能代を先頭とした単縦陣で20隻以上の艦が通過することは航海の上から見ても艦位の把握などに大変に慎重さを求められるものであったが、艦隊は1時間かけて25日0時30分に通過した。
マリアナ沖海戦に赴いた際にも第一機動艦隊が通過している。この時空母の艦橋から海峡を眺めていた参謀の奥宮正武は「両手を広げると両岸に手が届くのではないかと思われるほど狭かった」という感想を抱いたことを引き合いにし、著書で歴史を省みる上での精密な海図の検討の重要性を説いた。